# Margaret Ensign Lewis
Margaret Ruth Ensign Lewis fue una botánica, profesora, taxónoma, conservadora, y exploradora estadounidense.

## Carrera
En 1941, obtuvo su M.Sc. en biología, por la Pomona College, en Claremont, California.
Desarrolló actividades académicas y científicas en el Departamento de Ecología, Evolución y
Biología de los Organismos, de la Universidad de California en Los Ángeles.
Es autora en la identificación y nombramiento de nuevas especies para la ciencia, a abril de 2016, posee 52 registros de especies nuevas para la ciencia, especialmente de la familia Onagraceae, y con énfasis en el género Clarkia (véase más abajo el vínculo a IPNI).

## Algunas publicaciones

### Libros
- harlan Lewis, margaret ruth ensign Lewis. 1955. The Genus Clarkia. California University: Publications in botany ; 20 (4), 152 p.

- carl clewson Epling, elizabeth fern Grant, elizabeth may McClintock, harlan Lewis, margaret ruth ensign Lewis. 1942. A Review of the Genus Monarda (Labiatae), v. 20. Publicó University of California Press, 144 p.
- -------------------------, --------------------------, -------------------------------, ----------------, -----------------------------------. 1942. The American Species of Scutellaria, v. 20 de Review of the Genus Monarda. Publicó University of California Press, 48 p.

## Honores
- 1947-1948: Beca Guggenheim.[7]

- La abreviatura «M.E.Lewis» se emplea para indicar a Margaret Ensign Lewis como autoridad en la descripción y clasificación científica de los vegetales.[8]